# Zakon o blasfemiji
Zakon o blasfemiji naziva se zakon koji ograničava slobodu govora i izražavanja u vezi s blasfemijom ili nepoštovanjem prema svetim osobama, religijskim rukotvorinama, običajima i vjerovanjima.
Neke zemlje, posebice one u kojima je islam državna religija, smatraju blasfemiju ozbiljnom uvredom. Primjerice, Pakistan ima legislaciju koja propisuje smrtnu kaznu kao kaznu za blasfemiju.
Umjesto zabrana protiv blasfemije ili uz njih, neke zemlje imaju zakone koji pružaju odštetu onima koji se osjećaju uvrijeđenima na račun svoje religije. Ti zakoni zabranjuju govor mržnje, obezvređivanje religije ili "religijsku uvredu".
U nekim zemljama blasfemija nije zločin. U Sjedinjenim Američkim Državama, primjerice, progon zbog blasfemije kršio bi Ustav prema odluci iz slučaja Joseph Burstyn, Inc v. Wilson. Ujedinjena Kraljevina dokinula je u Engleskoj i Walesu svoje zakone protiv blasfemije 2008. godine. U Europi je Parlamentarna skupština Vijeća Europe preporučila zemljama donošenje zakona koji štite slobodu govora.

## Europske incijative
Parlamentarna skupština Vijeća Europe u Strasbourgu je 29. lipnja 2007. prihvatila Preporuku 1805 (2007) o bogohuljenju, vjerskim uvredama i govoru mržnje na osnovu nečije vjeroispovijesti. Ovom su Preporukom postavljene smjernice za države članice Vijeća Europe u pogledu članaka 10. (sloboda izražavanja) i 9. (sloboda misli, savjesti i vjeroispovijesti) Europske konvencije za zaštitu ljudskih prava. Skupština smatra da blasfemija ne bi trebala biti kazneno sankcionirana.
Umjesto blasfemije ili uz blasfemiju u nekim europskim zemljama postoji zločin "religijske uvrede". Religijska uvreda zabranjena je u Andori, Cipru, Hrvatskoj, Češkoj, Danskoj, Španjolskoj, Finskoj, Njemačkoj, Grčkoj, Islandu, Italiji, Litvi, Norveškoj, Nizozemskoj, Poljskoj, Portugalu, Ruskoj Federaciji, Slovačkoj, Švicarskoj, Turskoj i Ukrajini.
Dana 23. listopada 2008. Venecijanska komisija, savjetodavno tijelo Vijeća Europe za ustavna pitanja, objavila je izvješće o blasfemiji, religijskoj uvredi i poticanju na religijsku mržnju. U izvješću je zabilježeno da je u Europi blasfemija kazneno djelo jedino u Austriji, Danskoj, Finskoj, Grčkoj, Italiji, Lihtenštajnu, Nizozemskoj i San Marinu. U njegovu je zaključku utvrđeno da "nije potrebno ni poželjno uvoditi kazneno djelo religijske uvrede", a "kazneno djelo blasfemije trebalo bi ukinuti".

## Sjedinjene Američke Države
Progon zbog blasfemije u Sjedinjenim Državama smatra se kršenjem Ustava SAD-a. Prvi amandman Ustava Sjedinjenih Američkih Država jamči da: 
"Kongres neće donijeti nikakav zakon koji bi se odnosio na uspostavljanje vjere ili zabranu njezina slobodnoga ispovijedanja, ili na ograničavanje slobode govora ili tiska. .. ."

Budući da se Prvim amandmanom štiti sloboda govora i religijskog ispovijedanja od federalnog upliva, a Četrnaestim amandmanom proširuju prava na zaštitu od državne regulacije, Sjedinjene Države i vlade njezinih država sastavnica ne mogu progoniti blasfemični govor ili religijske uvrede te ne mogu dopustiti građanske akcije na tim osnovama. U slučaju Joseph Burstyn, Inc. v. Wilson američki je vrhovni sud presudio da New York ne može donijeti zakon o cenzuri protiv tvoraca filmova čiji filmovi sadržavaju "svetogrdni" sadržaj. Prema mišljenju suda utvrđeno je da: 
"sa stajališta slobode govora i tiska dovoljno je istaknuti da država nema legitiman interes u zaštiti bilo koje religije ili svih njih od pogleda neukusnih njima što je dovoljno da se opravdaju prethodne zadrške o izražavanju takvih pogleda. Posao vlade u našoj naciji nije ograničavanje stvarnih ili zamišljenih napada na pojedinu religijsku doktrinu bez obzira pojavljuju li se oni u publikacijama, govorima ili filmovima."
Ipak se mora zabilježiti da Sjedinjene Države i neka zakonodavstva pojedinih zemalja jamče strože kaznene sankcije za zločine kada su počinjeni protiv pojedinca zbog njegove religijske pripadnosti. Primjerice, u odlomku 3A1.1 Smjernica o presuđivanju u SAD-u piše da: "ako pronalazač činjenice u sudskoj raspravi ili, u slučaju izjašnjavanja o krivnji ili nolo contendere, sud u presuđivanju utvrde izvan osnovane sumnje da je branjenik namjerno izabrao neku žrtvu ili neku imovinu kao predmet uvrede osude zbog stvarne ili zamjećene rase, boje kože, religije, nacionalnog porijekla, etniciteta, roda, invalidnosti ili spolne orijentacije neke osobe," mjerodavni sud mora povećati standardni raspon kazne u presuđivanju.

## Više informacija
- sloboda izražavanja
- sloboda govora
- sloboda govora i blasfemija
- islam i blasfemija

## Vanjske poveznice
- (engl.) Načelne sudske odluke o blasfemiji  Arhivirana inačica izvorne stranice od 1. rujna 2009. (Wayback Machine)
- (engl.) Thomas Hammarberg, povjerenik za ljudska prava Vijeća Europe: Ne kriminalizirajte kritičke primjedbe protiv religije, 2007.